# Feest van de beer

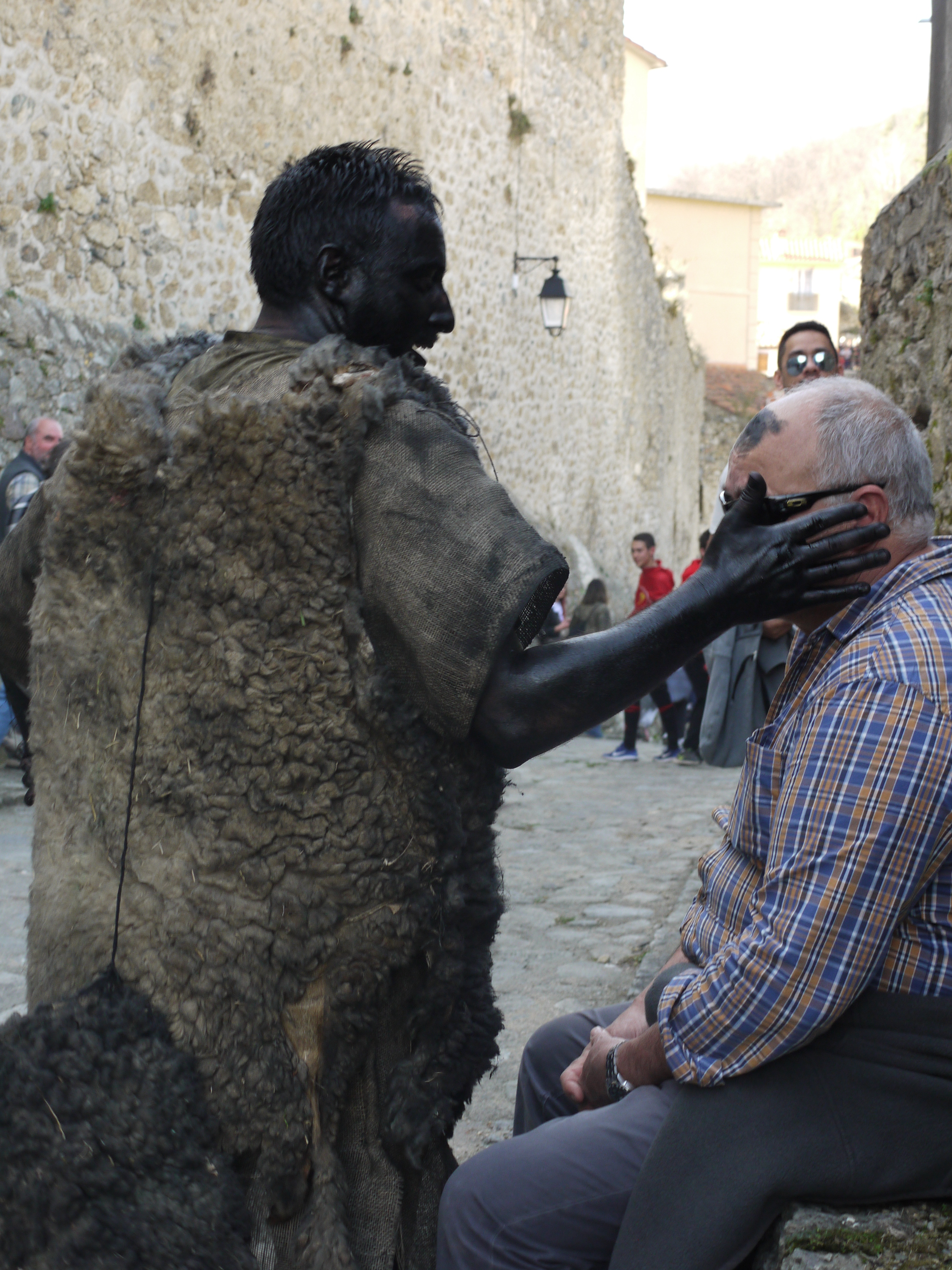
Het feest in Prats-de-Mollo, 2016

Het feest van de beer (festa de l’Os, fête de l'ours, chasse à l’ours, caça of cacera de l’ós, jour de l'ours / des ours, diada ou dia de l’ós / dels óssos) is een feest in Languedoc-Roussillon dat gehouden wordt aan het einde van de winter, in februari. Het feest wordt nog gehouden in Arles-sur-Tech, Prats-de-Mollo-la-Preste en Saint-Laurent-de-Cerdans.
Op 17 december 2014 werden de drie feesten geplaatst op Inventaire du patrimoine culturel immatériel en France voor opname in het Werelderfgoed van UNESCO.

## Het feest
De mannen zijn vermomd als beren en vallen de dorpen binnen door de ontvoering van vrouwen en meisjes te simuleren. Dit geeft aanleiding tot achtervolgingen over de straten, maar ook tot confrontaties met een derde type personage, de jagers. 
Het ritueel eindigt altijd op dezelfde manier, door de demonstratie van de overheersing van de man op de beer, door zijn symbolische gevangenneming en het scheren van de vacht. 
Deze praktijken zijn zeer oud en werden vroeger uitgebreid over een veel breder gebied van Frans en internationaal grondgebied, met name op het noordelijk halfrond.